# Helina graciliapica
Helina graciliapica är en tvåvingeart som beskrevs av Xue och Wang 1986. Helina graciliapica ingår i släktet Helina och familjen husflugor. Inga underarter finns listade i Catalogue of Life.